# 特雷斯烏尼多斯區
6°48′10″S 76°13′23″W / 6.8028°S 76.2231°W
特雷斯烏尼多斯區（西班牙語：Distrito de Tres Unidos），是秘魯的一個區，位於該國中北部聖馬丁大區的皮科塔省，始建於1965年2月19日，面積246.5平方公里，海拔高度240米，2005年人口3,335，人口密度每平方公里14人。